# 列寧格勒抄本

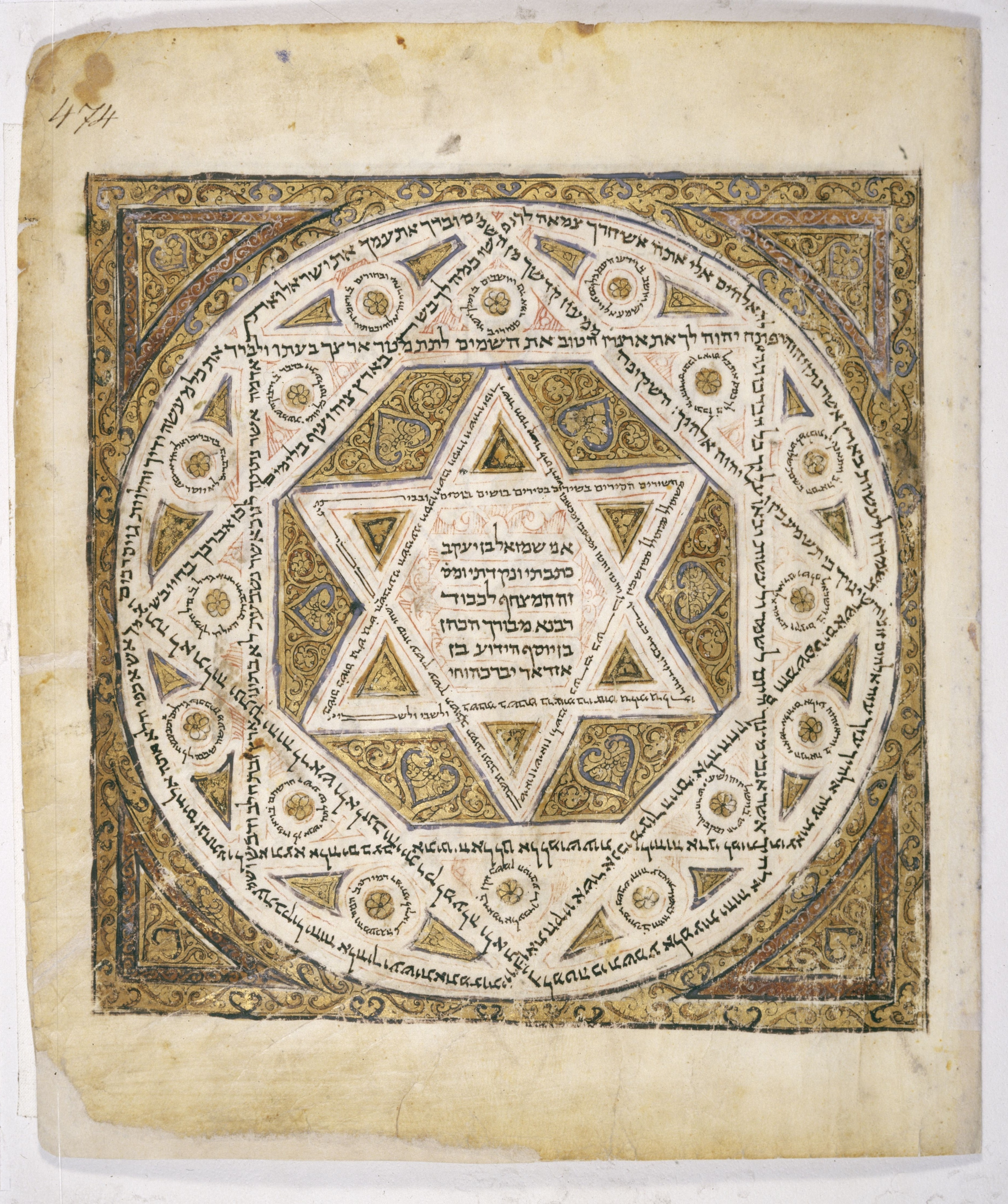
列寧格勒抄本封面

列寧格勒抄本（英語：Leningrad Codex）是現存最完整的希伯來聖經手寫抄本，爲現存最古老且完整的聖經抄本。使用馬所拉文本及提比里安發音法編寫而成。根據抄本扉頁的資料，此書約在公元1008年至1009年寫成。這抄本對數十年前出版的另一古抄本作出了修訂，那一抄本名為阿勒頗抄本，不過阿勒頗抄本部分在1947年遺失。
在現代，列寧格勒抄本是一個重要的聖經抄本，斯圖加特版本及基特爾版本聖經都是根據此抄本的内容編寫而成。此抄本也給提示予聖經學者去尋找阿勒頗抄本遺失的部分。

## 内容
列寧格勒抄本的聖經經文以希伯來語寫成，加上提比里安注音及吟誦符號標記讀音，而且抄本附有馬所拉文本音標系統。此外，抄本亦加上多個補充資料（如幾何圖案等）讓文本更易了解。此抄本用羊皮紙造成，並以皮革包裝。
因爲列寧格勒抄本是一個非常原始的抄本，所以可以作爲中世紀猶太藝術的例子。抄本其中16頁畫有多個圖案，展示經文所記載的故事情節；地毯頁有一個六角星，中間寫著祝福語，旁邊則載有抄寫人的姓名。
在列寧格勒抄本中，各書卷的排序根據提比利安文本的傳統，此傳統後來以成爲塞法迪猶太人的聖經書卷排序。此抄本的詩歌智慧書排序亦與其他版本有很大差異，詩歌智慧書的先後排序為：歷代志、詩篇、約伯記、箴言、路得記、雅歌、傳道書、耶利米哀歌、以斯帖記、但以理書及以斯拉—尼希米記。

## 歷史

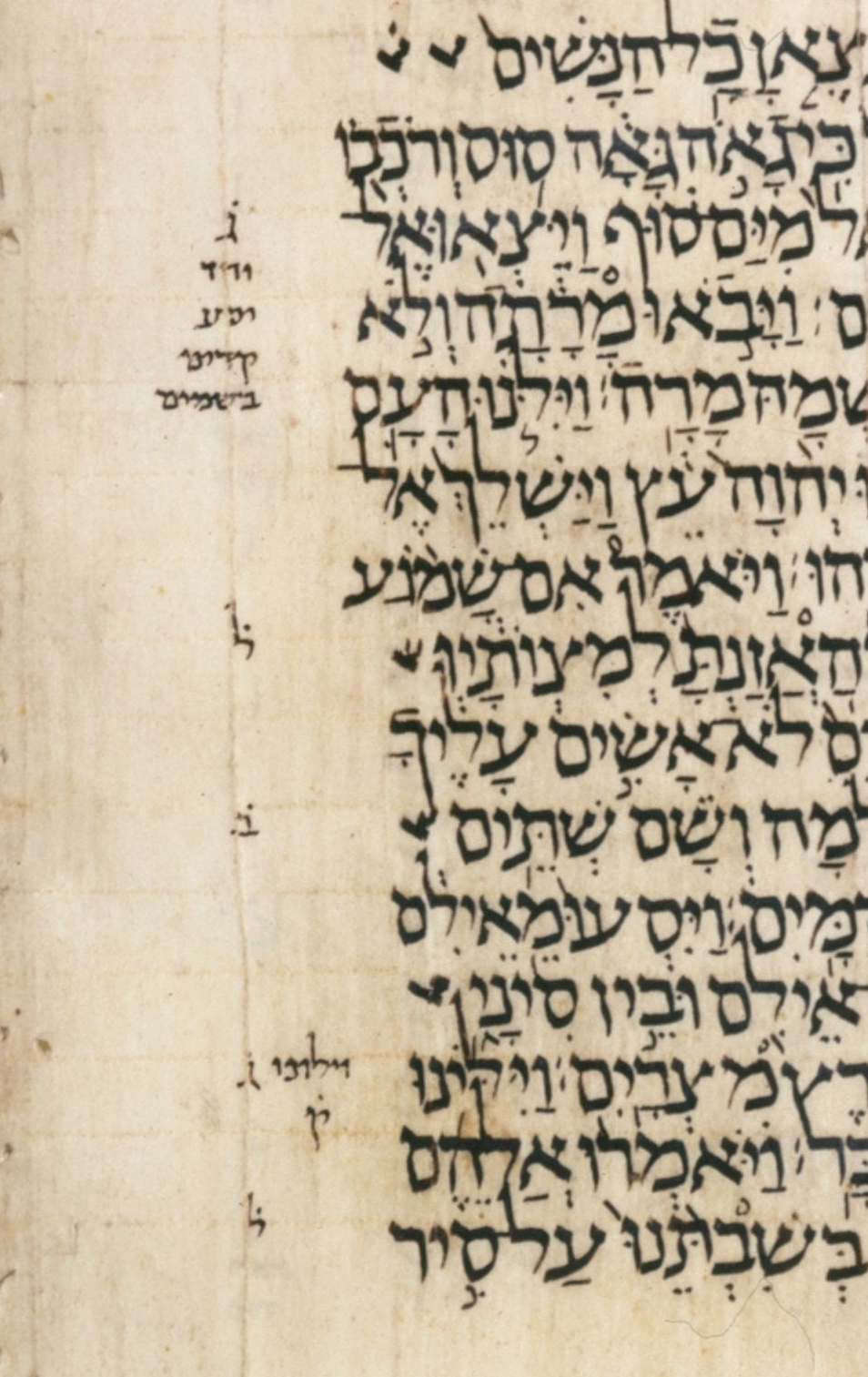
列寧格勒抄本其中一段（出埃及記15:21-16:3）。

根據抄本的扉頁，它由亞倫·本·摩西·本·阿謝爾（אהרון בן משה בן אשר）在開羅抄寫。雖然它被認爲是阿謝爾寫字間的作品，然而沒有證據證實此作品出於阿謝爾手中。列寧格勒抄本在衆多馬所拉抄本中罕見的是，經文的輔音、元音及其他音標符號均由同一個人（塞繆爾·本·雅各）編寫。學者認爲這抄本的元音系統最能展現阿謝爾的習慣。摩西·戈申-戈特施泰因（משה גושן-גוטשטיין）曾認爲列寧格勒抄本現有太多不遵從阿謝爾的書寫規則，所以提出多個修訂，以符合該習慣。
列寧格勒抄本現存於俄羅斯國家圖書館，登記號為“Firkovich B 19 A”。抄本的前擁有人亞伯拉罕·塞繆爾沒有指出他怎樣得到它。在1838年，抄本被運到敖德薩，其後轉送至國家圖書館。

## 名稱
“列寧格勒抄本”這個名稱來源於它的存放地方列寧格勒（即現今的聖彼得堡）。在俄國革命後的1924年，彼得格勒改名列寧格勒，且此抄本有很重要的地位，因此“列寧格勒抄本”這個名稱聞名於世。1991年蘇聯解體，列寧格勒又更名為聖彼得堡，但俄羅斯國家圖書館請求不修改抄本名稱。儘管如此，此抄本偶爾會跟另一版本聖彼得堡抄本相混肴。

## 現代版本

### 希伯來聖經
在1935年，列寧格勒抄本被借給萊比錫大學的舊約研討會兩年。在保羅·卡勒的檢測下，經文給轉載到基特爾希伯來聖經，後來在1937年於斯圖加特出版。
這抄本作爲一個原始的提比利安馬所拉文本，且歷史比其他抄本長，所以列寧格勒抄本取代了其他版本的地位。
西敏斯特列寧格勒抄本是抄本的網上版本，由西敏斯特神學院維護及用於聖經研究。網上版本包括轉錄筆記和句法研究的工具。

### 猶太版本
列寧格勒抄本也是兩個現代塔納赫版本的基礎：
- 在1990年代分發給以色列國防軍的阿隆·多坦版本
- 新美國猶太出版社塔納赫（1999年）

可是以色列學者偏向於使用阿勒頗抄本作爲基礎，列寧格勒抄本有助修補阿勒頗抄本自從1947年起遺失的部分。

## 目錄
列寧格勒抄本各書卷的排序跟現代的希伯來聖經不同，依序為：
- 《摩西五經》

1. 創世紀 [בראשית / Bereishit]
2. 出埃及記 [שמות / Shemot]
3. 利未記 [ויקרא / Vayikra]
4. 民數記 [במדבר / Bamidbar]
5. 申命記 [דברים / Devarim]

- 《先知書》

1. 約書亞記 [יהושע / Yehoshua]
2. 士師記 [שופטים / Shofetim]
3. 撒母耳記（上及下）[שמואל / Shemuel]
4. 列王紀（上及下）[מלכים / Melakhim]
5. 以賽亞書 [ישעיהו / Yeshayahu]
6. 耶利米書 [ירמיהו / Yirmiyahu]
7. 以西結書 [יחזקאל / Yehezqel]
8. 十二卷小先知書 [תרי עשר]
  1. 何西阿書 [הושע / Hoshea]
  2. 約珥書 [יואל / Yo'el]
  3. 阿摩司書 [עמוס / Amos]
  4. 俄巴底亞書 [עובדיה / Ovadyah]
  5. 約拿書 [יונה / Yonah]
  6. 彌迦書 [מיכה / Mikhah]
  7. 那鴻書 [נחום / Nahum]
  8. 哈巴谷書 [חבקוק /Habakuk]
  9. 西番雅書 [צפניה / Tsefanyah]
  10. 哈該書 [חגי / Hagai]
  11. 撒迦利亞書 [זכריה / Zekharyah]
  12. 瑪拉基書 [מלאכי / Mal'akhi]

- 《詩歌智慧書》

1. 歷代志（上及下）[דברי הימים / Divrei Hayamim]
2. 詩篇 [תהלים / Tehilim]
3. 約伯記 [איוב / Iyov]
4. 箴言 [משלי / Mishlei]
5. 路得記 [רות / Rut]
6. 雅歌 [שיר השירים / Shir Hashirim]
7. 傳道書 [קהלת / Kohelet]
8. 耶利米哀歌 [איכה / Eikhah]
9. 以斯帖記 [אסתר / Esther]

- 其他書卷

1. 但以理書 [דניאל / Dani'el]
2. 以斯拉—尼希米記 [עזרא ונחמיה / Ezra ve-Nehemiah]

## 延伸閲讀
- , British Library holdings,   [2017-07-18], （原始内容存档于2015-12-22） （英文）
- , J. Alan Groves Center,   [2017-07-18], （原始内容存档于2011-12-28） （英文）
- ,   [2017-07-18], （原始内容存档于2011-01-08） （英文）
- , Google圖書 （英文）
- Daniel D. Stuhlman, , 1998年3月  [2017-07-18], （原始内容存档于2017-03-26） （英文）